# Anker Pils
Anker Pils is een Belgisch bier.
Het bier wordt gebrouwen door Brouwerij Het Anker te Mechelen.

## Achtergrond
Vroeger had brouwerij Het Anker een heel assortiment aan bieren, waaronder pilsbieren. Om de toenemende concurrentie aan te kunnen, ging de brouwerij zich in de jaren ’60 richten op speciaalbieren en stopte met de productie van pils. In 1998 werd echter terug een pils gelanceerd: Blusser. In 2009 werd de naam gewijzigd in “Anker Pils” (en werd Maneblusser gelanceerd als een speciaalbier).

## Het bier
Anker Pils is een blonde pils met een alcoholpercentage van 5%. Het wort heeft een densiteit van 12,5° Plato.